# Верона
Верона (итал. Verona) град је у северној Италији. Верона је други највећи град (после Венеције) у покрајини Венето и управно средиште истоименог округа Верона.
Верона је светски позната као место где се одвија радња Шекспирове драме Ромео и Јулија, у чију част је уређено више места у граду, због чега град називају и "Градом романтике". Римска арена у Верони из 1. века једна је од највећих и најбоље очуваних. Могла је примити 22.000 гледалаца, а и данас се користи за разне приредбе. У Верони се, поред осталих, сваке јесени одржава и највећи светски сајам камена.

## Географија
Верона се налази у северном делу Италије. Од престонице Рима град је удаљен 520 км северно, а од седишта покрајине, Венеције, 120 км западно.

### Рељеф
Верона се налази у средишњем делу Падске низије. Град се сместио у јужној подгорини Алпа, на стратешки важном месту где долина реке Адиђе, као важан саобраћајни правац, излази из алпског предела у равничарски.

### Клима
Клима у Верони је измењено средоземна клима са знатним утицајем са континенталног Севера. Стога су зиме нешто оштрије, а лета блажа него у јужнијим деловима Италије.
| Клима (Верона)             | Клима (Верона) | Клима (Верона) | Клима (Верона) | Клима (Верона) | Клима (Верона) | Клима (Верона) | Клима (Верона) | Клима (Верона) | Клима (Верона) | Клима (Верона) | Клима (Верона) | Клима (Верона) | Клима (Верона) |
| Показатељ \ Месец          | .Јан.          | .Феб.          | .Мар.          | .Апр.          | .Мај.          | .Јун.          | .Јул.          | .Авг.          | .Сеп.          | .Окт.          | .Нов.          | .Дец.          | .Год.          |
| -------------------------- | -------------- | -------------- | -------------- | -------------- | -------------- | -------------- | -------------- | -------------- | -------------- | -------------- | -------------- | -------------- | -------------- |
| Средњи максимум, °C (°F)   | 6,2 (43,2)     | 9,0 (48,2)     | 13,8 (56,8)    | 17,9 (64,2)    | 23,6 (74,5)    | 27,2 (81)      | 30,0 (86)      | 29,5 (85,1)    | 24,9 (76,8)    | 18,5 (65,3)    | 11,7 (53,1)    | 7,2 (45)       | 30 (86)        |
| Средњи минимум, °C (°F)    | −1,3 (29,7)    | 0,0 (32)       | 3,6 (38,5)     | 7,3 (45,1)     | 12,4 (54,3)    | 16,3 (61,3)    | 18,8 (65,8)    | 18,4 (65,1)    | 14,1 (57,4)    | 9,4 (48,9)     | 3,9 (39)       | −0,2 (31,6)    | −1,3 (29,7)    |
| Количина падавина, mm (in) | 39,7 (15,63)   | 33,6 (13,23)   | 45,2 (17,8)    | 73,0 (28,74)   | 70,1 (27,6)    | 85,0 (33,46)   | 62,9 (24,76)   | 84,2 (33,15)   | 78,0 (30,71)   | 82,1 (32,32)   | 73,2 (28,82)   | 56,3 (22,17)   | 783,3 (308,39) |
| [ тражи се извор ]         |                |                |                |                |                |                |                |                |                |                |                |                |                |

### Воде
Кроз град протиче река Адиђе, која на овом месту излази из клисурастог дела своје долине и улази у Падску низију. Градско језгро је стратешки смештено унутар лука који на овом месту прави река. Језеро Гарда се налази 20 км западно од града.

## Историја
Шире подручје Вероне било је насељено још у време праисторије. Око 300. п. н. е. ово подручје је пало под власт Римљана. Веома брзо јавило се градско насеље под данашњим именом. Иако античка Верона није имала изузетан значај међу староримским градовима, иза ње је остало доста солидно очуваних грађевина, попут арене и пар градских капија.
На почетку средњег века стратешки положај дао је Верони донео је неколико бурних векова владавине варварских племена (Готи, Визиготи, Ломбарди). После тога град пада под утицај баварских владара, а заправо стиче независност. Ускоро град постоје једна од северноиталијанских градова-државица. У ово време Верона се брзо развија, а њен утицај се шири северном Италијом. Међутим, сукоби око владања градом доводе до пада Вероне под власт Млетачке републике на почетку 15. века и такво стање остаје до краја 18. века.
Пропашћу и укидањем Млетачке републике од стране Наполеона 1797. године Кампоформијским миром почиње време наглих историјских промена за Верону. Током Наполеонових ратова Верона је била део његове Краљевине Италије, да би потом била део Ломбардо-Венеције, вазалне државе Хабзбуршке монархије. 1866. године Верона и околина су придружени новооснованој Краљевини Италији. Овако буран 19. век довео је до пропадања града и смањења становништва.
Током 20. века Верона је избегла разарања у светским ратовима и релативно безболно прошла кроз дато раздобље. Међутим, прва половина века била је обележена привредним тешкоћама, наглом урбанизацијом града науштрб исељавања и смањења броја становника у околној области. Нови узлет град доживљава 70-их година са развојем туризма и децентрализацијом власти на ниже нивое. Последњих година Верона се развијала знатно брже него већина градова у држави.

## Становништво
Према резултатима пописа становништва 2011. у општини је живело 252.520 становника.
| 1931.   | 1936.   | 1951.   | 1961.   | 1971.   | 1981.   | 1991.   | 2001.   | 2011.   |
| ------- | ------- | ------- | ------- | ------- | ------- | ------- | ------- | ------- |
| 145.863 | 153.555 | 178.415 | 221.001 | 266.205 | 265.932 | 255.824 | 253.208 | 252.520 |

Године 2008.. Верона је имала нешто близу 270.000 становника, што је 2,5 пута више него пре једног века. Верона има и знатно приградско подручје, са којим броји око пола милиона становника.
Град данас има значајан удео имигрантског становништва. 91% становника су грађани Италије. Осталих 9% су досељеници из свих крајева свега, али највише са Балкана.

## Градска архитектура
Верона је град са дугом историјом. Тако, улична мрежа данашњег града одговара староримској, а сачувано је и неколико античких грађевина (арена, градске капије). Поред тога очувано старо градско језгро садржи и низ цркава, градских здања, палата.

## Партнерски градови
- Нингбо
- Saint-Josse-ten-Noode
- Пула
- Ним
- Минхен
- Салцбург
- Витлејем
- Ранана
- Мешхед
- Кошице
- Nagahama
- Фрезно
- Олбани
- Батуми
- Детмолд
- Корча
- Ајакучо
- Лече
- Јагодина
- Конија
- Крф

## Личности
- Катул (84–54. п. н. е.), песник
- Фра Ђовани Ђокондо (1435–1515), архитекта
- Ђовани Франческо Карото (1470—1546), сликар
- Ђироламо Фракасторо (1478–1553), медицинар (сифилис) и песник
- Микеле Санмикели (1484–1559), архитекта
- Паоло Веронезе (1528–1588), сликар
- Ђузепе Торели (1658—1709), виолиниста и композитор
- Франческо Бјанкини (1662—1729), филозоф, астроном и археолог
- Еваристо Дал'Абако (1675–1742), виолиниста, челиста и композитор
- Ђузепе Цамбони (1776–1846), свештеник и физичар
- Ђовани Морели (1816–1891), историчар уметности
- Чезаре Ломброзо (1836–1909), патолог и криминолог (један од првих профајлера)
- Емилио Салгари (1862–1911), књижевник
- Романо Гвардини (1885–1968), филозоф и теолог
- Едоардо Ањели (1892–1935), индустријалац (фијат)
- Гвидо Мазети (1907—1993), фудбалски голман (светски првак 1934. и 1938)
- Ђулио Кабјанка (1923–1961), спортски возач
- Ђиљола Чинквети (* 1947), певачица
- Бењамино Вињола (* 1959), фудбалер
- Чечилија Гасдија (* 1960), сопранисткиња
- Фулвио Валбуза (* 1969), скијаш
- Алберто Касталдини (* 1970), историчар и новинар
- Сабина Валбуза (* 1972), скијашица
- Дамијано Кунего (* 1981), спортски бициклиста

## Галерија
- Веронска арена на тргу Бра
- Порта Борсари
- Јулијин балкон
- Градска катедрала
- Палата Мафеј
- Црква Сан Зено
- Трг Сињори
- Стари мост Скалигеро преко Адиђеа